# Danierma
Danierma est une localité située dans le département d'Imasgo de la province du Boulkiemdé dans la région Centre-Ouest au Burkina Faso.

## Démographie
| 2003  | 2006  | 2012 |
| ----- | ----- | ---- |
| 2 459 | 2 112 | -    |

En 2006, sur les 2 112 habitants du village – regroupés en 227 ménages – 58,76 % étaient des femmes, près 50 % avaient moins de 14 ans, 45 % entre 15 et 64 ans et environ 5 % plus de 65 ans.

## Santé et éducation
Le centre de soins le plus proche de Danierma est le centre de santé et de promotion sociale (CSPS) de Rana tandis que le centre médical avec antenne chirurgicale (CMA) se trouve à Koudougou.
Danierma possède deux écoles primaires publiques, l'une dans le bourg même, l'autre dans le secteur de Pilmagogo. 